# Крол, Семён Маркович
Семён Ма́ркович Крол (13 июня 1928, Задрутская Слобода, Белыничский район, Могилёвская область, Белорусская ССР, СССР — 20 ноября 2013, Йошкар-Ола, Марий Эл, Россия) — советский деятель сельского хозяйства. Председатель Госкомитета по производственно-техническому обеспечению сельского хозяйства Марийской АССР (1978—1985). Заслуженный инженер сельского хозяйства РСФСР (1984). Член КПСС.

## Биография
Родился 13 июня 1928 года в дер. Задрутская Слобода ныне Могилёвской области Белоруссии в семье служащих. 
В 1952 году окончил Ленинградский институт механизации сельского хозяйства.
До 1957 года работал преподавателем Новоторъяльского училища механизации и в п. Морки Марийской АССР, в  1957—1960 годах — директор Моркинского училища механизации. Здесь построил общежитие на 150 мест, большую мастерскую. В 1960—1963 годах — управляющий Моркинским районным объединением «Сельхозтехника». За 4 месяца под его руководством здесь построены мастерская и котельная. 
С 1963 года — начальник механизированной колонны № 49 треста «Волговятсельэлектрострой» в Йошкар-Оле. При нём в 1964 году Марийская АССР заняла первое место в «Сельэлектрострое» по Волго-Вятскому региону.
С 1969 года — заместитель председателя, в 1975—1978 годах — председатель Республиканского объединения «Сельхозтехника». При нём в каждом районе республики открывались ремонтные мастерские для сельскохозяйственной техники, активно закупалась новая техника. В этом время по ремонту сельхозтехники Марийская республика вышла на первое место в РСФСР! Именно при нём в Марийской АССР получило развитие птицеводство, поставленное на промышленную основу.
В 1978—1985 годах — председатель Госкомитета по производственно-техническому обеспечению сельского хозяйства Марийской АССР. В 1985—1991 годах — заместитель генерального директора Агропромышленного комбината МАССР.
В 1975—1990 годах был депутатом Верховного Совета Марийской АССР IX—XI созыва.
За достижения в области сельского хозяйства в 1984 году ему присвоено почётное звание «Заслуженный инженер сельского хозяйства РСФСР». Награждён орденами Трудового Красного Знамени, «Знак Почёта», медалями, в том числе медалью «За трудовую доблесть», а также почётными грамотами Президиума Верховного Совета РСФСР и Марийской АССР (дважды).
Ушёл из жизни 20 ноября 2013 года в Йошкар-Оле. 

## Трудовые награды
- Заслуженный инженер сельского хозяйства РСФСР (1984)[1][2]
- Заслуженный механизатор Марийской АССР (1973)[1][2]
- Нагрудный знак «Отличник энергетики и электрификации СССР»[4]
- Орден Трудового Красного Знамени (1976)[1][2]
- Орден «Знак Почёта» (1969)[1][2]
- Медаль «За трудовую доблесть» (1966)[1][2]
- Медаль «За доблестный труд. В ознаменование 100-летия со дня рождения Владимира Ильича Ленина»[4]
- Медаль «За преобразование Нечерноземья РСФСР»[4]
- Почётная грамота Президиума Верховного Совета РСФСР (1965)[1][2]
- Почётная грамота Президиума Верховного Совета Марийской АССР (1978, 1988)[1][2]